# Ischioscia amazonica
Ischioscia amazonica är en kräftdjursart som beskrevs av Lemos de Castro1955. Ischioscia amazonica ingår i släktet Ischioscia och familjen Philosciidae. Inga underarter finns listade i Catalogue of Life.